# 児林大介
児林 大介（こばやし だいすけ、1982年11月5日 - ）は、NHKの記者。元アナウンサー。

## 人物
山口県立下関西高等学校、東京大学工学部 に進学。大学卒業後の2006年、NHKに入局。2021年6月の人事異動でアナウンサー職を離れた。
ニュースリポート等で度々全国放送に出演した。
広島局への異動後は、管理業務を担うと盛岡局のSNSで報告していたが2022年頃から記者としてニュース番組の取材VTRやスタジオに出演することがある。2023年4月9日「2023統一地方選挙広島県開票速報」では記者としてスタジオ出演。解説だけではなく一部アナウンス的進行をする等サブキャスター的役割を担った。

## 嗜好・挿話
- 下関市立東部中学校主将として率いたバスケットボール部を全国大会準優勝に導く。チームメイトには中川和之・直之兄弟がいた[4]。同じく中学生時代には、第49回高松宮杯全日本中学校英語弁論大会に出場し、全国大会決勝に進出した[要出典]。
- 特技はタイピング。

## アナウンサー時代の担当番組
鳥取放送局時代（2006年度 - 2010年度）
- 鳥取県のニュース・中継・リポート
- いちおし!NEWSとっとり（スポーツコーナー）
- JFL（ガイナーレ鳥取中継）
- 天皇杯全日本サッカー選手権大会鳥取県予選
- 全国高等学校野球選手権大会（アルプスリポート）

和歌山放送局時代（2011年度 - 2013年度）
- あすのWA!（キャスター、2011年4月 - 2014年3月）
- 和歌山県のニュース・中継・リポート

東京アナウンス室時代（2014年度 - 2017年7月）
- ニュースウオッチ9（リポーター、2014年3月 - 2016年3月）
- スポーツ中継（サッカー、高校野球、大相撲）
- 国際報道2016（NHK BS1、2016年度） - キャスター[5]

盛岡放送局時代（2017年8月 - 2021年6月）
- おばんですいわて（キャスター、2019年2月 - 2021年3月）
- 岩手県内のニュース、中継、リポート

## 同期のアナウンサー
- 池野健
- 出田奈々
- 小林陽広
- 児林大介
- 小宮山晃義
- 杉浦友紀
- 瀬田宙大
- 高橋さとみ
- 利根川真也
- 中野淳
- 吉田真人
- 和田光太郎
- 渡邊佐和子